# Meckenbeuren
Meckenbeuren è un comune tedesco di 13 295 abitanti, situato nel land del Baden-Württemberg.